# Кир'ян-Верещинський Олександр Павлович
Олекса́ндр Па́влович Кир'я́н-Верещи́нський — бандурист, педагог, член Національної спілки кобзарів України (1998).

## Життєпис
Гри на бандурі навчався у Григорія Спиці протягом 1956—1959; 1963 року закінчив Львівське музичне училище, клас Юрія Барташевського й Василя Герасименка. 1968 року закінчує Львівську консерваторію, клас Василя Герасименка.
Протягом 1960—1968 років керував у Львові — ансамблем народних інструментів, капелою бандуристів Будинку вчителя, засновником якої є. Викладав у музичній школі-інтернаті, обласному відділі хорового музичного товариства України.
Від 1968 року — викладач бандури у Дрогобицькому музичному училищі, одночасно до 1976-го викладав у Дрогобицькому педагогічному інституті.
Як соліст-бандурист виступав у Івано-Франківській, Львівській, Миколаївській, Одеській, Херсонській областях.
У репертуарі: дума «Буря на Чорному морі», народні пісні, класичні твори та сучасних композиторів.
Протягом років зібрав рідкісну фонотеку виконавців-бандуристів — І. Бедрина, В. Заворотька, І. Рачка, В. Заворотька (під час фольклорних експедицій у село Лавіркове на Чернігівщині та місто Ромни), зберігається у краєзнавчому музеї міста Ромни, серед записів — виконання Г. Спиці та Євгена Адамцевича.
З дружиною Данутою Верещинською ініціював встановлення у Дрогобичі меморіальної дошки на будинку, де мешкала Олеся Левадна.
Від 1999 року — голова Дрогобицького регіонального осередку Національної спілки кобзарів України.
Підготував та опублікував нотні збірники, зокрема —
- «Збірник старовинних сонат»,
- «Д. Чімароза. Сонати. Збірник № 1»,
- «Д. Чімароза. Сонати. Збірник № 2», 2000 рік, «Поліфонічні твори зарубіжних композиторів»,
- «С. Геллєр. Етюди», 2001, Дрогобич,
- «Повій, вітре», 2004,
- «М. Ластовецький. Музика до вистави „Мальви“», 2005,
- «Поліфонічні твори зарубіжних композиторів епохи Бароко», 2008.

Серед учнів — Наталія Лемішка, Микола Мошик, Марія Сорока.
Нагороджений Почесною грамотою Міністерства культури і туризму, подяками, дипломами й грамотами міського і обласного управлінь культури.